# Argapura (Cigudeg)
Argapura is een bestuurslaag in het regentschap Bogor van de provincie West-Java, Indonesië. Argapura telt 10.762 inwoners (volkstelling 2010).